# Yumi Uetsuji
Yumi Uetsuji (上辻 佑実, 30 de novembre de 1987) és una futbolista japonesa.

## Selecció del Japó
Va debutar amb la selecció del Japó el 2012. Va disputar 4 partits amb la selecció del Japó.

## Estadístiques
| Selecció del Japó | Selecció del Japó | Selecció del Japó |
| Anys              | Partits           | Gols              |
| ----------------- | ----------------- | ----------------- |
| 2012              | 1                 | 0                 |
| 2013              | 0                 | 0                 |
| 2014              | 0                 | 0                 |
| 2015              | 3                 | 0                 |
| Total             | 4                 | 0                 |